# Sayyid Qutb
Pour les articles homonymes, voir Qotb (homonymie).
Sayyid Qutb (en arabe : سيد قطب, Sayyid Quṭb) également orthographié Saïd Qotb, né le 9 octobre 1906, dans le sud de l'Égypte, et exécuté par pendaison le 29 août 1966 au Caire, est un poète et essayiste égyptien, cadre dirigeant des Frères musulmans.
Une de ses œuvres les plus importantes est Fi Zalal al-Koran (Sous l'ombre du Coran), un commentaire du Coran. Il se déclare favorable à l'application stricte et exclusive de la charia. Il qualifie de jahilite (ignorante) toute société, musulmane ou non, où ceci n'est pas le cas, et appelle au jihad violent dans ce contexte.
Il est considéré comme un des pères de l'islamisme radical et ses livres ont notamment inspiré des cadres d'Al-Qaïda,,. Le journaliste américain Paul Berman l'a décrit comme « le Marx des islamistes » . La doctrine du qutbisme porte son nom.

## Parcours
Sayyid Qutb est issu d'une famille de petits propriétaires terriens. Il étudie dans une école islamique réformiste du Caire. Il est enseignant, travaille au ministère de l'Éducation et publie des textes,.
Journaliste dans plusieurs revues égyptiennes et panarabes, il est durant les années 1930 et 1940 proche du cercle d'écrivains nationalistes du Parti Wafd qui comptait parmi ses membres éminents l'écrivain Abbas Mahmoud Al-Akkad.
Il entreprend d'étudier le Coran pour des raisons académiques dans les années 1940 ; de ces études sont nés deux ouvrages : La figuration artistique dans le Coran (à la base de l'approche qu'il adopta dans son commentaire du Coran) et Scènes du jour de la résurrection (reprenant les idées du livre précédent et l'appliquant aux scènes de l'Au-delà citées dans le Coran). Ces travaux lui ont fait découvrir le Coran d'une manière radicalement différente de ce qui lui a été enseigné à l'école coranique de son village natal. Son engagement en faveur de l'islam se fera sentir plus clairement à partir de La justice sociale en Islam publié en 1949.
Alors qu'il est fonctionnaire au ministère de l'Éducation égyptien, il est envoyé aux États-Unis en 1948 au motif officiel d'étudier les programmes pédagogiques de l'école américaine. Son frère Mohammad Qutb soutient que ses critiques virulentes du Premier ministre égyptien et de la monarchie constituaient la véritable raison de son éloignement : le roi d’Égypte Farouk l'aurait envoyé aux États-Unis car son engagement nationaliste serait devenu trop radical.
À son retour en Égypte en 1950 il dénonce la société américaine qu'il jugea individualiste et spirituellement vide : « Un peuple qui atteint des sommités dans les domaines de la science et du travail, cependant qu'il est au stade primitif dans les domaines des sentiments et du comportement, ne dépassant guère l'état de la première humanité, voire plus bas encore dans certains aspects sentimentaux et comportementaux ». Il met en garde le monde musulman de plonger dans le même « gouffre » en abandonnant l'islam.
Il se rapproche des Frères musulmans (FM), avant d'intégrer leur organisation en 1951 (ou peut-être en 1953) et de prendre la direction de leur publication; il est en fait nommé à la tête de la Section de la « propagande ». En tant que membre des FM, il joue un rôle culturel de premier plan, bien qu'il soit resté éloigné des activités politiques de l'association.
Dans un contexte de luttes pour l'indépendance dans les pays arabes, il dénonce dans ses écrits et ses interventions à la radio, la colonisation et la répression sauvage qui s'est abattue sur les mouvements de libération nationale. Ainsi, de 1952 à 1954, il signe des dizaines d'articles et de pamphlets : sur la colonisation européenne, sur le sort des minorités musulmanes dans les pays de l'Est, sur la philosophie de l'islam , et sur l'infiltration idéologique visant le monde arabe.
En 1952, les Frères musulmans participent au putsch des Officiers libres qui renverse la monarchie. Ainsi, durant les mois qui ont suivi, l'organisation des Frères musulmans est le principal soutien du nouveau régime. Sayyed Qutb est dans un premier temps proche des Officiers libres. Mais, il rompt avec eux pour protester contre les orientations idéologiques du nouveau régime.
En février 1954, Nasser devient président de l'Égypte. Il inscrit le pays dans une orientation socialiste et prononce la dissolution de toute forme d'organisation politique ou syndicale, y compris celles appartenant aux Frères musulmans.
Quelques mois plus tard, le 26 octobre 1954, Nasser fait l'objet d'un attentat dont il sortira légèrement blessé (on parle du Complot de Manshiya que beaucoup[Qui ?] dénoncent comme une machination du régime). À la suite de cet attentat, Sayyid Qutb, ainsi que des milliers d'autres Frères musulmans sont arrêtés et condamnés à de lourdes peines, Sayyid Qutb écopera de quinze années de travaux forcés. Il est cependant libéré en mai 1964, quand le président irakien Abdel Salam Aref intervient en sa faveur.
Le 30 août 1965, Nasser accuse officiellement les Frères musulmans, dissous en 1954, d’avoir reconstitué leur association. S'ensuit une série d'arrestations de personnalités sympathisantes des Frères musulmans. Sayyid Qutb, lui-même, est arrêté après avoir écrit une lettre de protestation contre ces arrestations, particulièrement celle de son frère. Il est accusé lors de son procès d'avoir constitué un groupe armé (accusation que Qutb nie dans un document rédigé en prison) et condamné à mort par pendaison.
Le 29 août 1966, il est pendu, malgré plusieurs pétitions et manifestations dans certains pays arabes ou musulmans pour demander la grâce présidentielle.
Durant ses années de prison, il termine la rédaction du livre qui fera sa notoriété, Fi Zilaal Al-Quraan (Sous l'ombre du Coran), et il écrit son autre livre majeur, Maâlim fi Tarîq (Jalons sur la route). Beaucoup disent que c'est ce dernier livre qui constitue le véritable motif de sa condamnation à mort car il aurait été jugé subversif pour l'État égyptien qui, du reste, le fit censurer[réf. nécessaire].

## Pensée
Selon Antoine Peillon, il a profondément influencé le djihadisme apocalyptique et la doctrine des Frères musulmans « dans un sens antimoderniste, anti-occidental et antisémite ».
Dans les années 1950 et 1960, Qutb établit une doctrine fondée sur le concept de Jahiliya (état d'ignorance de l'islam) : il faut créer un État islamique fidèle au Coran en remplaçant les hommes à la tête du pouvoir grâce à une révolte sociale.
Ses travaux se sont spécialisés sur le Tawhid Hakimiyya (unicité divine dans l'autorité politique) : un véritable État musulman est un État qui reconnaît l'autorité de Dieu en matière légale. Un État bâti sur des lois humaines ou qui abolit les lois coraniques pour les remplacer par des lois positives est un État tyrannique (de l'arabe taghout qui renvoie aussi bien à « tyran » qu'à « idole »), qu'il qualifia donc de mécréant. Ces points de vue ont justifié sa lutte contre l'État socialiste nassérien.
Sayyid Qutb est cependant considéré parfois comme un innovateur (dans le sens religieux), notamment par les oulémas soumis à la monarchie saoudienne se réclamant du salafisme d’obédience quiétiste. Ces derniers lui reprochent surtout ses écrits sur le dogme islamique qui ne sont pas conformes à l'enseignement du prophète Mahomet, entre autres ses commentaires des sourates al-hadid (le fer) et al-ikhlas (le monothéisme pur).
Il élimine toute référence à l'arabisme[réf. nécessaire] dans ses derniers écrits, rompant avec l'islamo-nationalisme de Hassan Al-Banna et d'autres penseurs des Frères musulmans.
Les idées de Sayyid Qutb se résument schématiquement ainsi :
- L'islam est en crise. Les millions de gens qui se réclament de l'islam n'en comprennent en réalité pas grand-chose, ils ne sont pas de vrais musulmans. Qutb prononce donc une condamnation très forte de la société égyptienne contemporaine.

- Un retour aux vraies valeurs de l'islam est nécessaire. Malheureusement les masses populaires manipulées par le nassérisme sont incapables de s’en sortir. Il appartient donc à une élite de guider les masses en jouant le même rôle que celui des compagnons du prophète de l'islam; cette élite qu'il appellera dans plus d'un ouvrage « annawâte assoulba » (littéralement « le noyau dur »). Le but est de réislamiser la société.

- L'islam apporte une solution complète à tous les problèmes, politiques, économiques, sociaux. En revanche, les influences occidentales sont dangereuses et nuisibles. Il dénie le qualificatif de « civilisation » (notamment dans son livre Mushkilât al-hadâra : Problèmes de la civilisation) aux blocs de l'est (socialiste) et de l'ouest (capitaliste), qu'il renvoie dos à dos comme représentant deux faces d'une même entité qu'il qualifie de Jahiliya (ignorance). Ce terme, qui renvoie à la période précédant l'islam durant laquelle l'Arabie était polythéiste et ignorante donc du vrai Dieu, a une forte connotation négative dans l'imaginaire musulman.

- L'idée d'une « lutte contre les Juifs » fut aussi présente dans la pensée de Sayyid Qutb, qui écrivit au début des années 1950 l'opuscule Notre combat contre les Juifs[21]. Dans son commentaire de la sourate 5, Sayyid Qutb réaffirmera l’accusation : « Depuis les premiers jours de l’islam, le monde musulman a toujours dû affronter des problèmes issus de complots juifs. (…) Leurs intrigues ont continué jusqu’à aujourd’hui et ils continuent à en ourdir de nouvelles. »[22]

## Œuvres
- Al 'adalah al-ijtimâ'ia fi-l-Islam (La justice sociale en Islam), pierre angulaire du rôle social des mouvements islamistes tels que les Frères musulmans.
- Fî Zilâl al-Qur'ân (en) (À l'ombre du Coran)Écrit en prison, il s'agit, selon Olivier Carré[5], d'une lecture révolutionnaire du Coran par un Frère musulman radical.
- Ma'alim fi tarîq (Jalons sur la route / Signes de piste), 1964, composé de huit chapitres dont quatre sont tirés de son commentaire du Coran.Ce devait être le premier tome d'une série de trois livres portant le même titre. Mais Qutb fut exécuté avant de pouvoir publier les tomes suivants. Ce livre représente les conseils de Sayyid Qutb à ses disciples.
- Haza d-dîn (Cette religion)
- Mushkilât al-hadhâra (Les problèmes de la civilisation)
- At-taswîr al-fanni fi-l-Qur'ân (La figuration artistique dans le Coran)
- Ainsi que plus de vingt autres ouvrages.